# 블랙나인
블랙나인(1991년 4월 8일 ~)은 대한민국의 가수다. 2017년 싱글 앨범 [거울]로 정식 데뷔했다.

## 방송
- 쇼미더머니5 (2016)
- 쇼미더머니6 (2017) - Top14
- 쇼미더머니777 (2018) - Top24
- 사인히어 (2019) - Top15(11위)

## 공연
- 타이거JK&윤미래 Curated 02 Ghood Live (2018)
- 지니 뮤직 페스티벌 2018 (2018)
- ［HIPHOP PARTY］에픽하이X스윙스X넉살X면도X블랙나인X최서현 (2018)
- 2018 HIPHOP FESTIVAL “RIDE THE BEAT” (2018)
- 메가바운스 힙합 페스티벌 [MEGA BounX by Hiphop Festival] (2019)
- 2019 힙합페스티벌 "RIDE THE BEAT" (2019)